# Аскеранський район (НКАО)
Аскера́нський райо́н (азерб. Əsgəran rayonu, вірм. Ասկերանի շրջան) — адміністративна одиниця у складі Нагірно-Карабаської автономної області Азербайджанської РСР.

## Історія
У Середньовіччя лівобережна частина території Аскеранського району НКАО належала до Хаченського князівства (мелікства). Правобережжя Каркару належало до мелікства Варанда, центром якого і князівською резиденцією була фортеця Аветараноц, розташована на півдні району.
Після утворення Нагірно-Карабаської автономної області у 1920-их роках було сформовано район із центром у столиці області — Степанакерті, який отримав однойменну назву — Степанакертський. 1978 року районним центром став Аскеран, а сам район був перейменований на Аскеранський. 1979 року в районі налічувалось 52 поселення.
З початком Карабаського конфлікту керівництво Азербайджанської РСР розпочало реалізовувати план зі створення нового районного центру. З 1988 до 1990 року населення селища Ходжали (нині Іванян) було збільшено втричі до 6 тис. жителів за рахунок розміщення тут переселенців із Середньої Азії (понад 2000 турків-месхетинців) й Вірменії (близько 2000 азербайджанців). У квітні 1990 року Ходжали отримав статус міста і став районним центром. До новоутвореного Ходжалинського району увійшли Аскеранський район й частина Мартунинського району.
Відповідно до адміністративно-територіального поділу невизнаної Нагірно-Карабаської Республіки, що фактично контролює територію колишнього Аскеранського району НКАО, нині він входить до Аскеранського району НКР; відповідно до адміністративно-територіального поділу Азербайджану — до Ходжалинського району Азербайджану.